# Cernotina lazzarii
Cernotina lazzarii is een schietmot uit de familie Polycentropodidae. De soort komt voor in het Neotropisch gebied.